# 布里地区马尔谢
布里地区马尔谢（法語：Marchais-en-Brie，法語發音：[maʁʃɛ ɑ̃ bʁi]）是法国上法兰西大区埃纳省的一个旧市镇，属于蒂耶里堡区。2016年1月1日，布里地区马尔谢与邻近的三个市镇合并为新市镇布里地区迪斯和莫兰。

## 地理
布里地区马尔谢（48°53'2"N, 3°29'2"E）面积12.78 平方千米，位于法国上法蘭西大區埃纳省，该省份为法国北部内陆省份，北起北部省，西接索姆省和瓦兹省，东临阿登省和马恩省，西南至塞纳-马恩省，东北部与比利时接壤。
与布里地区马尔谢接壤的市镇（或旧市镇、城区）包括：莱皮讷欧布瓦、布里地区丰特内勒、旺迪耶尔、梅克兰日、蒙米拉伊。

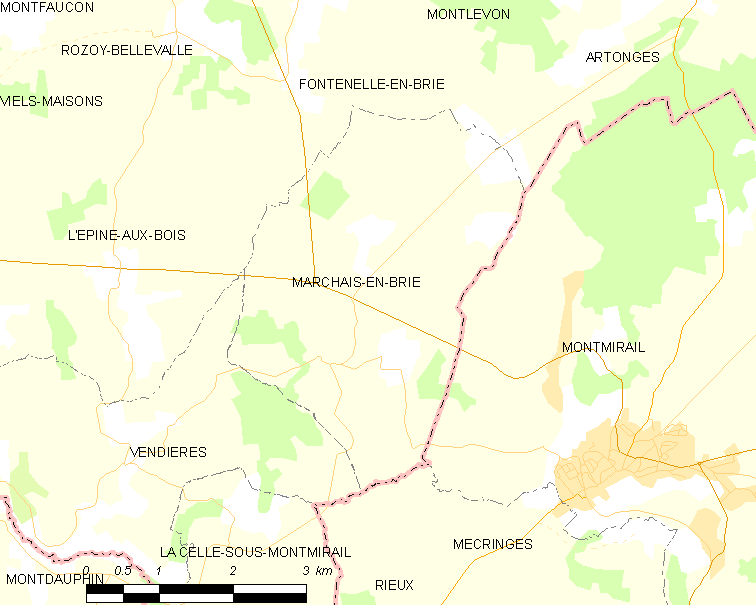
布里地区马尔谢的OSM定位图

布里地区马尔谢的时区为UTC+01:00、UTC+02:00（夏令时）。

## 行政
布里地区马尔谢的邮政编码为02540、02330，INSEE市镇编码为02458。

## 政治
布里地区马尔谢所属的省级选区为马恩河畔埃索姆县。

## 人口

1962-2008年间布里地区马尔谢人口变化图示

布里地区马尔谢于2018年1月1日时的人口数量为338人。